# Stazione di Périgueux
La stazione di Périgueux (in francese Gare de Périgueux) è la principale stazione ferroviaria della cittadina francese di Périgueux, nella Dordogna.

## Storia
La stazione fu messa in servizio nel 1857 dalla Compagnie des chemins de fer de Paris à Orléans (PO).

## Movimenti
La stazione è servita dai treni regionali TER Nouvelle Aquitanie.